# Zalesie (powiat jarociński)
Zalesie – wieś w Polsce, położona w województwie wielkopolskim, w powiecie jarocińskim, w gminie Jaraczewo.
W latach 1975–1998 miejscowość należała administracyjnie do województwa kaliskiego.
We wsi Zalesie funkcjonuje Ochotnicza Straż Pożarna (OSP) i Ludowy Zespół Sportowy (LZS).